# Liman (rezervație peisagistică)
Liman (în ucraineană Лиманський) este o rezervație peisagistică de importanță locală din raionul Cetatea Albă, regiunea Odesa (Ucraina), situată între satele Mologa și Seimeni (parcela 7–8 a silviculturii „Сazaci” din silvicultura de stat „Sărata”).
Suprafața ariei protejate este de 65 de hectare, fiind creată în anul 1982 prin decizia comitetului executiv regional Odesa. În anul 2008 rezervația a fost inclusă în Parcul Național Nistrul de Jos. Rezervația a fost constituită pentru a proteja șirul forestier plantat pe terenurile erodate de-a lungul limanului Nistrului.

## Galerie de imagini

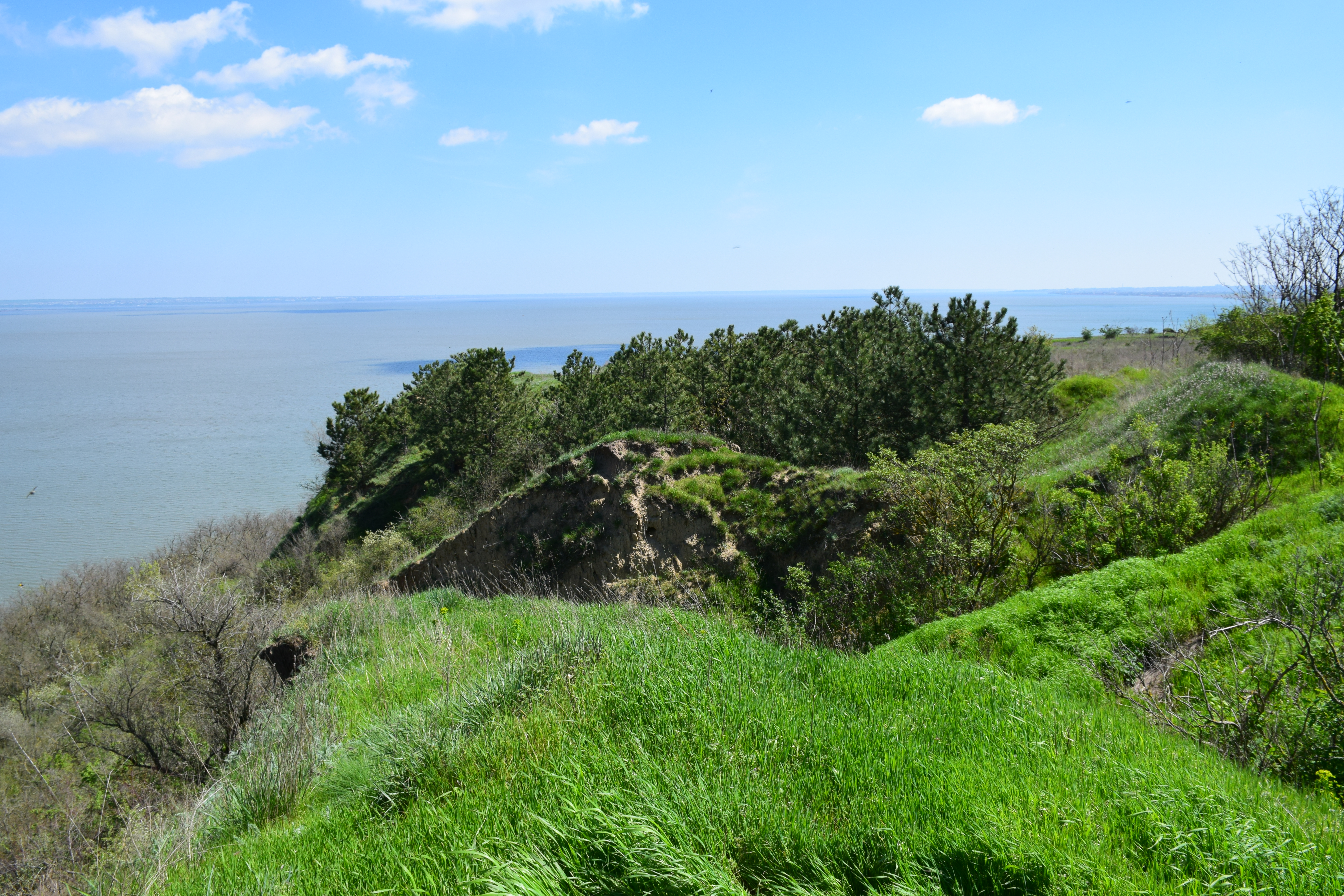
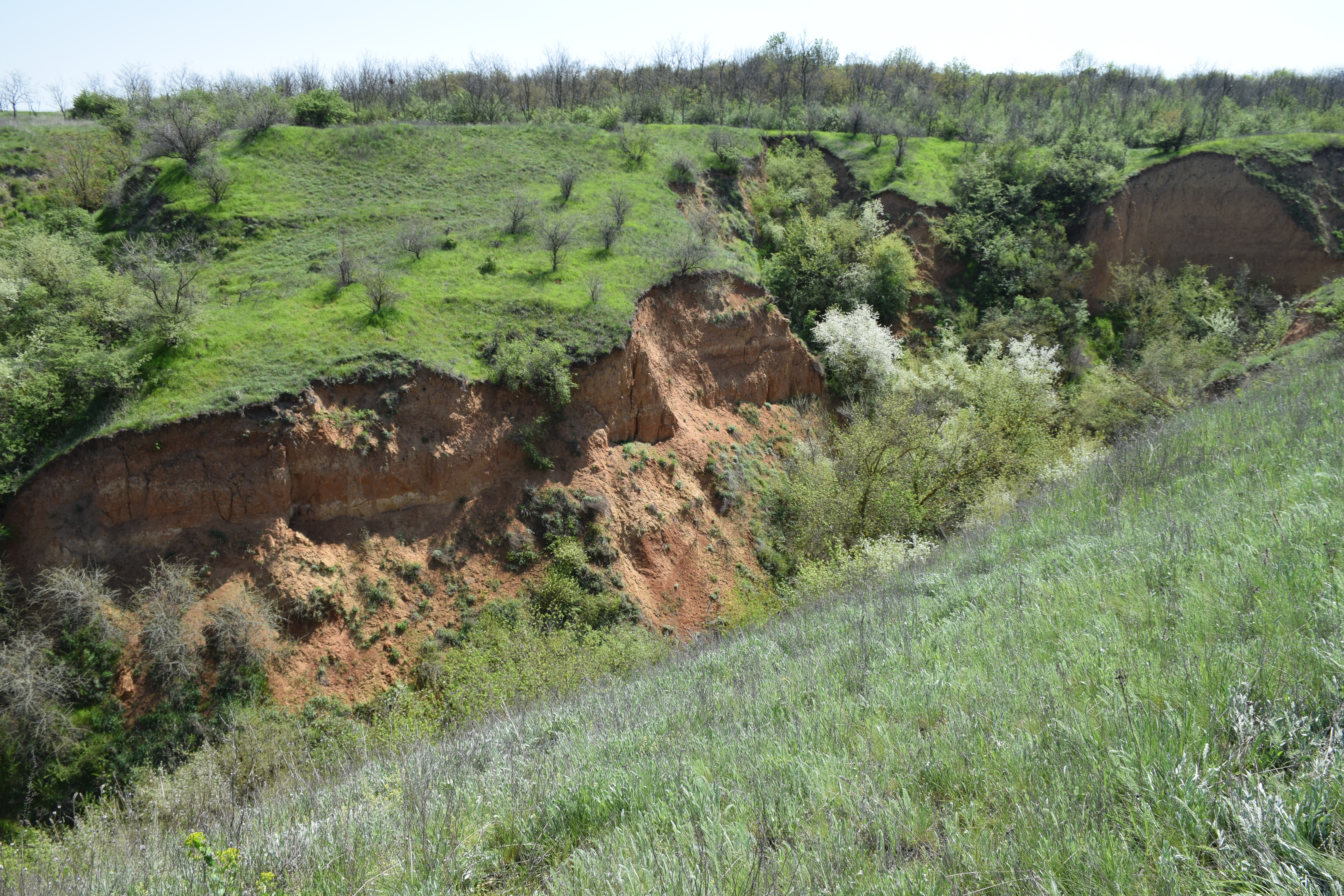
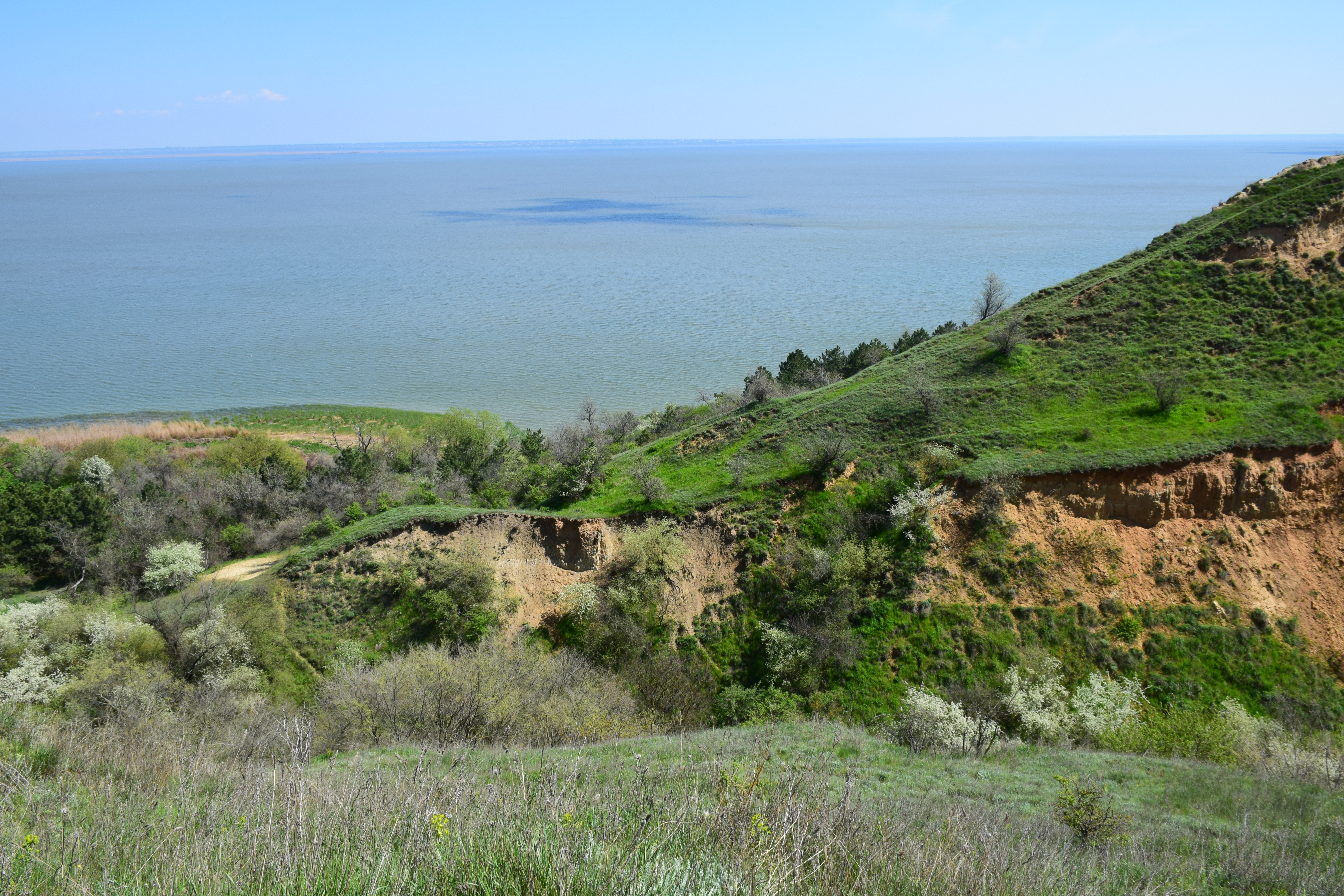
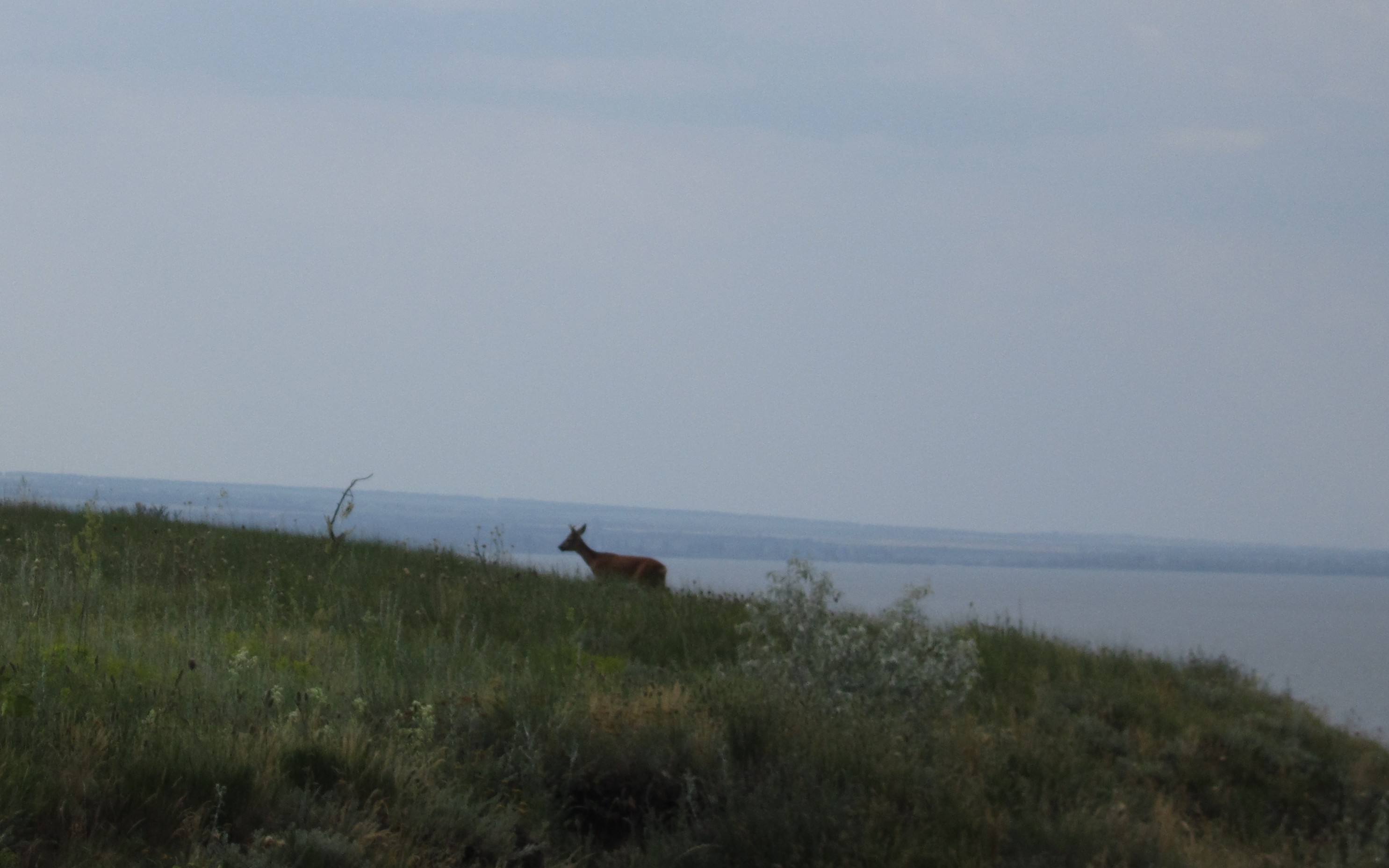
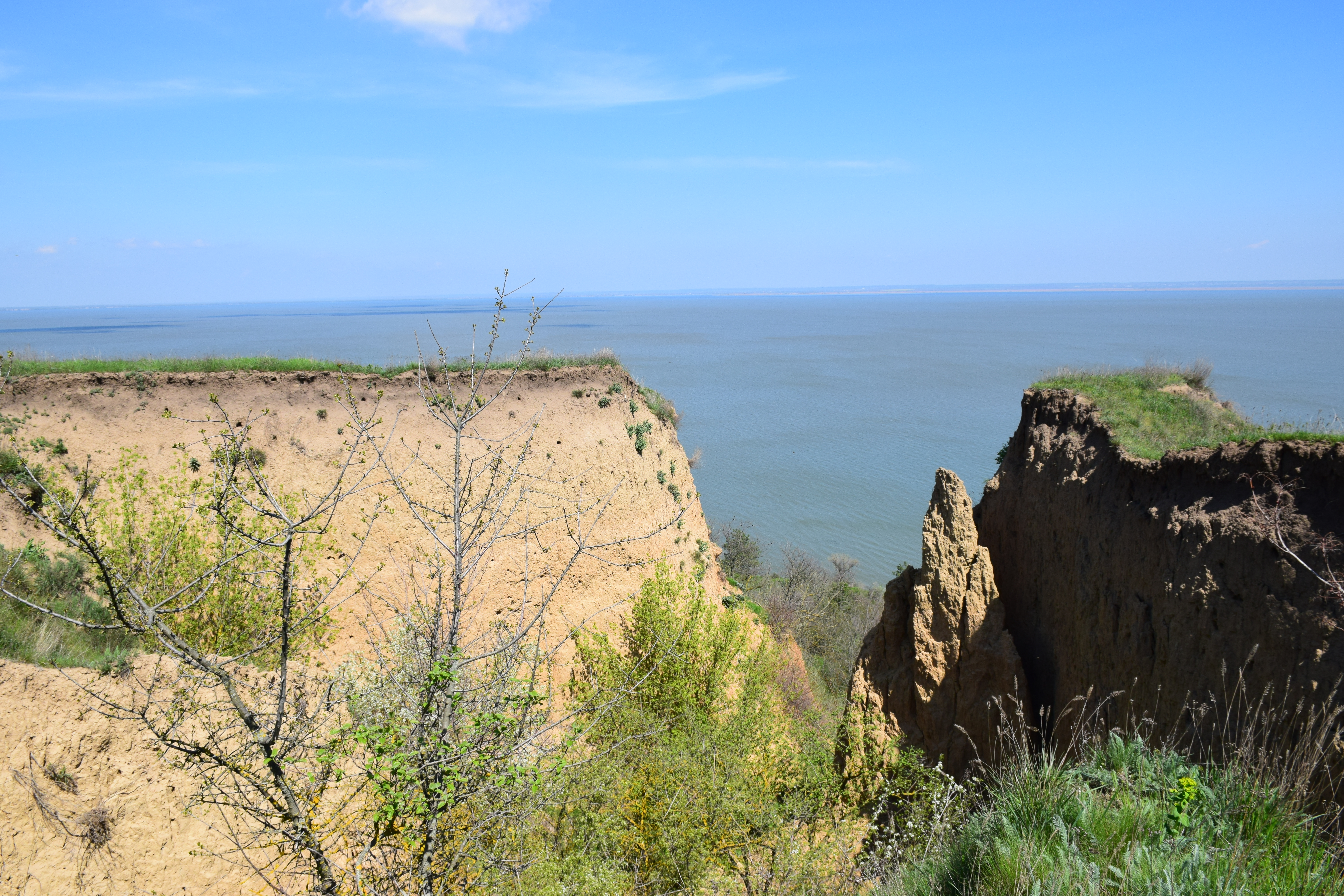
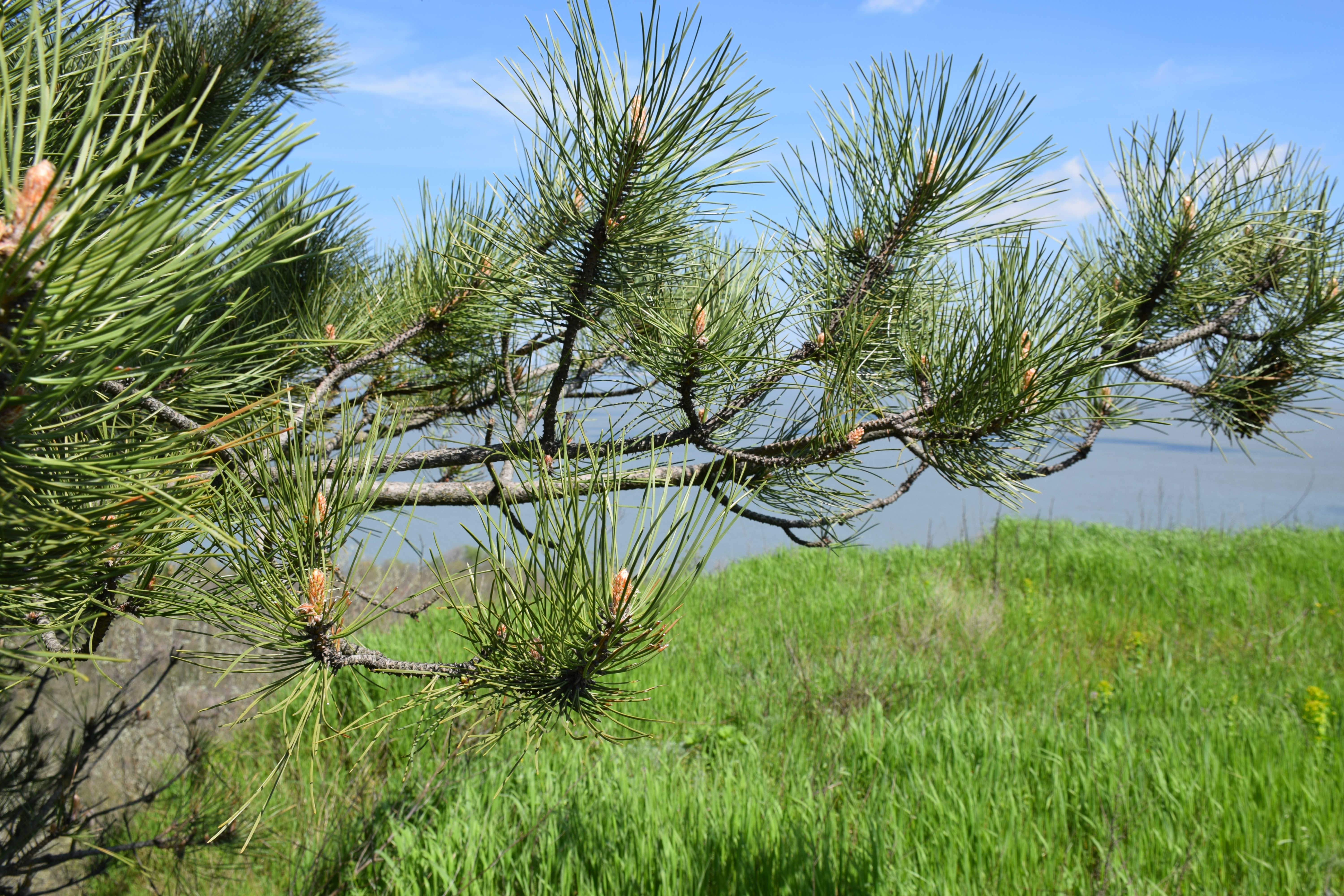